# Кео Меас
Кео Меас (кхмер. កែវ មាស) — камбоджийский революционер, дипломат, участник гражданской войны в Камбодже, деятель режима Красных Кхмеров, член ЦК Компартии Кампучии (1960—1963), посол Королевского правительства национального единства Камбоджи в КНР (1970—1972). Арестован в 1976 году по обвинению в государственной измене, казнен в тюрьме S-21.

## Биография
Кео Меас родился в 1926 году. Учился в педагогическом колледже в Пномпене. Будучи студентом четвертого курса в 1946 году стал членом Компартии Индокитая. К 1950 году стал видной фигурой национально-освободительном движении в Камбодже. Принимал участие в реорганизации городских комитетов компартии после начавшейся в июле 1952 года волны арестов. В декабре того же года стал делегатом Фронта на мирной конференции в Вене. Наряду с другими членами Кхмер Иссарак в 1954 году вступил в Кхмерскую народно-революционную партию (КНРП), возглавлял партийный комитет в Пномпене.
По мере того как КНРП уходила в подполье, Кео Меас, Нон Суон и Пенн Ют поставили задачу сформировать новую партию камбоджийских левых. В конце 1954 года они попытались легализоваться как «Кхмерская партия сопротивления», однако в регистрации им было отказано. Только в начале следующего года им удалось зарегистрировать «Кром Прачеачон» («Прачеачун», Народную группу).
В мае 1955 года Кео Меас, Нон Суон и Ноп Бопан начали выпуск еженедельной партийной газеты «Прачеачон».
На парламентских выборах 1958 года «Кром Прачеачон» смогла выставить лишь пять кандидатов. Кео Меас проходил по избирательному округу Пномпеня, где набрал 396 голосов. Вскоре после выборов Кео Меас покинул город и вновь ушел в подполье. Секретарем комитета компартии в Пномпене стал Салот Сар.
Осенью 1960 года состоялся второй съезд Народно-революционной партии Кампучии, на котором Кео Меас был включен в состав Центрального Комитета. Однако уже на следующем съезде в 1963 году он был исключен из ЦК. Есть информация, что Кео Меас был одним из сопровождавших Пол Пота во время его визита в Пекин в 1969 году.
После мартовского переворота 1970 года бежал в КНР, где открыто поддержал свергнутого Нородома Сианука. Выступал за международную изоляцию проамериканского режима Лон Нола. В свою очередь правительство Кхмерской Республики разорвало отношения с Пекином и признавало правительство Китайской Республики (Тайваня). В Королевском правительстве Национального единства стал послом Камбоджи (Кампучии) в КНР.  В марте 1972 года покинул эту должность и перебрался в Ханой, где продолжил партийную работу вместе с Иенг Тирит — супруги Иенг Сари.
17 апреля 1975 года Красные Кхмеры вошли в Пномпень. Кео Меас вернулся в Камбоджу уже в мае того же года. Как и остальные репатрианты из Вьетнама по возвращении на родину Кео Меас почти сразу же пал в немилость Пол Пота и оказался помещен под домашний арест по подозрению в провьетнамских симпатиях. 25 сентября 1975 года он был арестован и помещен в печально известную Тюрьму безопасности 21, где и умер в заключении в 1976 году.